# Strzyże (powiat żyrardowski)
Strzyże – wieś w Polsce położona w województwie mazowieckim, w powiecie żyrardowskim, w gminie Mszczonów.
w skład sołectwa Strzyże wchodzą także wsie Budy-Strzyże i Pieńki Osuchowskie.
Wieś szlachecka Strzeże położona była w drugiej połowie XVI wieku w powiecie mszczonowskim ziemi sochaczewskiej województwa rawskiego. W latach 1975–1998 miejscowość należała administracyjnie do województwa skierniewickiego.